# カチオ
カチオ(Catió)は、ギニアビサウ南部に位置する都市である。トンバリ州の州都。